# Mani II.
R. Mani II. (auch Mana, Abkürzung aus Menachem) war ein Amoräer der fünften Generation in Palästina und lebte und wirkte im vierten nachchristlichen Jahrhundert.
Er war Sohn des Jona, Schüler Joses II., Chizqijjas und Judans, und lebte und lehrte zumeist in Sepphoris. 
Sein Schüler war der Haggadist Azarja, sein Haupttradent Nachman.
Mani II. ist sehr oft erwähnt im palästinischen Talmud.